# Samuel Biilmann
Samuel Mikkel Kristen Frederik Biilmann (* 9. April 1936 in Maniitsoq) ist ein grönländischer Pastor, Katechet und Lehrer.

## Leben
Samuel Biilmann ist der Sohn des Jägers Mikael Klaus Lars Biilmann (1891–1964) und seiner Frau Ingeborg Benigne Karen Møller (1892–1965) und ein Ururenkel des Inspektors Holger Biilmann (1797–1864). Er heiratete am 26. September 1957 die Hausfrau Dorthe Marie Birgithe Magdalene Petersen (* 1937).
Samuel Biilmann schloss 1955 Grønlands Seminarium ab und war anschließend als Lehrer und Katechet tätig. Am 1. Juli 1976 wurde er ordiniert. Jedoch war er bereits von 1955 bis 1956 als Pastor in Neriunaq tätig. 1956 wechselte er nach Kullorsuaq, 1963 nach Sarfannguit. 1967 wurde er erstmals Pastor in einer Stadt, als er in Tasiilaq tätig wurde. 1972 wechselte er nach Maniitsoq, im Folgejahr nach Kangaamiut, wurde 1975 grönländischer Pastor in Dänemark. Nach seiner Ordination kehrte er 1976 nach Tasiilaq zurück. 1980 wechselte er nach Upernavik, bevor er 1983 zum dritten Mal Pastor von Tasiilaq wurde. 1985 wurde er zum zweiten Mal Pastor in Upernavik und wechselte 1992 nach Nanortalik. 1995 besetzte er sein letztes Amt, als er Pastor von Ilulissat wurde, bevor er 2001 nach 46 Jahren Arbeit als Pastor in 10 verschiedenen Orten pensioniert wurde. Am 24. November 2006 erhielt er den Nersornaat in Silber.